# Saxitossina
La saxitossina o sassitossina o mitilotossina è una neurotossina idrosolubile prodotta da un gruppo di protisti flagellati, i dinoflagellati.
Spesso presente in molluschi che si cibano di fitoplancton, come i mitili e le vongole, la saxitossina è un alcaloide fortemente tossico. 
Degli oltre 20 agenti tossici responsabili della sindrome paralitica da molluschi bivalvi (PSP), la saxitossina è uno dei più potenti, insieme alla neosaxitossina e alla gonyautossina.

## Meccanismo d'azione
La saxitossina si caratterizza per la presenza di due gruppi funzionali guanidinici carichi positivamente. Attraverso questi gruppi essa si lega saldamente e blocca il canale del sodio, interagendo con un gruppo carbossilico ionizzato (COO-) disposto all'ingresso del canale, sul versante citosolico.

## Sintomi di intossicazione
L'intossicazione avviene via ingestione e provoca una varietà di sintomi, che dipendono dalla quantità di tossina assunta, soprattutto a livello neurologico, tra cui formicolio, parestesia alla bocca, labbra, lingua e alle estremità degli arti, profonda astenia muscolare, impossibilità a mantenere la stazione eretta, andatura atassica. Sintomi a livello gastrointestinale sono possibili ma meno comuni.
I sintomi si manifestano rapidamente. Nei primi 5 - 30 minuti dall'ingestione si ha ipotermia e formicolio della zona orofaringea. In meno di un'ora il formicolio si diffonde a tutto il corpo. La morte, nei casi fatali, giunge dopo 3–12 ore ed è causata dalla paralisi respiratoria. I pazienti che superano le prime 12 ore di solito si riprendono rapidamente senza effetti secondari. Non essendo conosciuti antidoti, il trattamento applicato è sintomatico e consiste in lavanda gastrica (all'occorrenza) e respirazione artificiale.
La saxitossina è termostabile e non degrada con la normale cottura del cibo ma solo dopo ore di bollitura a Ph 3.

## Utilizzi militari e scientifici
La saxitossina è inclusa nella lista «schedato 1» della convenzione sulle armi chimiche, che elenca le sostanze sufficientemente tossiche da essere utilizzabili per impieghi bellici e i loro precursori. Benché inizialmente isolata e caratterizzata nel corso di ricerche militari, la saxitossina si è rivelata un prezioso strumento di ricerca nello studio della cellula e della funzione dei canali del sodio.